# Spoorlijn Altenbeken - Warburg
De spoorlijn Alpenbeken - Warburg is een Duitse spoorlijn en is als spoorlijn 2970 onder beheer van DB Netze.

## Geschiedenis
De bouw werd gestart door de Köln-Minden-Thüringischen-Verbindungs-Eisenbahn-Gesellschaft (KMTVEG). Door een faillissement in 1848 werd deze onderneming werd het project overgenomen door de Königlich-Westfälische Eisenbahn-Gesellschaft en geopend op 21 juni 1853.
Er bestaan anno 2019 verregaande plannen om deze lijn westwaarts door te trekken naar Paderborn Hauptbahnhof. Er zal dan ook een station Paderborn-Ost gerealiseerd worden.

## Treindiensten
De Deutsche Bahn verzorgt het personenvervoer op dit traject met ICE en IC treinen. De Eurobahn verzorgt het personenvervoer op dit traject met RB treinen.
| Serie  | Treinsoort                        | Route | Bijzonderheden |
| ------ | --------------------------------- | --- | --- |
| ICE 41 | InterCityExpress (DB Fernverkehr) | [ Dortmund Hbf – Bochum Hbf – Essen Hbf – Duisburg Hbf – Düsseldorf Hbf – Köln Messe/Deutz – Siegburg/Bonn – Montabaur – Limburg Süd – Frankfurt (Main) Flughafen Fernbahnhof – Frankfurt (Main) Hbf – Aschaffenburg Hbf ] / [ Darmstadt Hbf – Frankfurt (Main) Hbf – Frankfurt (Main) Flughafen Fernbahnhof – Limburg Süd – Montabaur – Siegburg/Bonn – Köln Messe/Deutz – Düsseldorf Hbf – Duisburg Hbf – Essen Hbf – Bochum Hbf – Dortmund Hbf – Hamm (Westf) – Soest – Lippstadt – Paderborn Hbf – Altenbeken – Warburg (Westf) – Kassel-Wilhelmshöhe – Fulda ] – Würzburg Hbf – Nürnberg Hbf – München Hbf – Tutzing – Murnau – Oberau – Garmisch-Partenkirchen                                            | Elk uur tussen Dortmund en München. Éénmaal per dag vanaf Darmstadt via Dortmund en Kassel naar München. Één trein op zaterdag door tot Garmisch-Partenkirchen. |
| IC 50  | Intercity (DB Fernverkehr)        | [ Ostseebad Binz – Stralsund Hbf – Greifswald – Züssow – Pasewalk – Angermünde – Berlin Gesundbrunnen – Berlin Hbf – Berlin Südkreuz – Lutherstadt Wittenberg – Halle (Saale) Hbf – ] / [ Leipzig Hbf ] – Erfurt Hbf – Eisenach – [ Bebra – Kassel-Wilhelmshöhe – Warburg (Westf) – Altenbeken – Paderborn Hbf – Lippstadt – Soest – Hamm (Westf) – Dortmund Hbf – Bochum Hbf – Essen Hbf – Duisburg Hbf – Düsseldorf Flughafen – Düsseldorf Hbf ] / [ Fulda – Frankfurt (Main) Hbf – [ Darmstadt Hbf – Mannheim Hbf – Ludwigshafen (Rhein) Hbf – Neustadt (Weinstr) Hbf – Kaiserslautern Hbf – Homburg (Saar) Hbf – Saarbrücken Hbf ] / [ Frankfurt (Main) Flughafen Fernbahnhof – Mainz Hbf – Wiesbaden Hbf ] | Tweemaal per dag tussen Frankfurt en Saarbrücken. Eenmaal per dag van Stralsund naar Frankfurt.                                                                 |
| RB 89  | Regionalbahn (Eurobahn)           | Münster (Westf) Hbf – Hamm (Westf) – Paderborn Hbf – (Warburg (Westf) – Hofgeismar – Kassel-Wilhelmshöhe) | Ems-Börde-Bahn 2x per uur Münster-Paderborn, 1x per twee uur van/naar Warburg, enkele treinen van/naar Kassel                                                   |

## Aansluitingen
In de volgende plaatsen is of was er een aansluiting op de volgende spoorlijnen:
Altenbeken
DB 1760, spoorlijn tussen Hannover en Soest
Altenbeken Kurve (W85)
DB 2971, spoorlijn tussen Altenbeken W154 en Altenbeken W85
Nörde
DB 46, verbindingsboog tussen DB 2970 en DB 2973
Warburg (Westf)
DB 2550, spoorlijn tussen Aken en Kassel
DB 2972, spoorlijn tussen Warburg en Sarnau

## Elektrische tractie
In 1970 werd het traject geëlektrificeerd met een wisselspanning van 15.000 volt 16⅔ Hz.